# Oroqen
Die Oroqen (sprich: Orotschen, auch "Orotschonen" oder "Orontschen" genannt, von mandschurisch Oronco, "Rentierhalter"; die Pferde züchtenden "Orontschonen" wurden bis in die 1950er Jahre mit anderen tungusischen bzw. ewenkischen Stämmen unter der Bezeichnung "Solonen" zusammengefasst chinesisch 鄂伦春族, Pinyin Èlúnchūnzú) und sind heute eine der kleineren der 55 offiziell anerkannten ethnischen Minderheiten der Volksrepublik China. Nach der letzten Volkszählung im Jahr 2010 zählen sie 8.689 Menschen. Sie leben vor allem im Verwaltungsbereich der bezirksfreien Stadt Hulun Buir, im äußersten Nordosten des Autonomen Gebiets Innere Mongolei (41,80 %) und in der Provinz Heilongjiang (45,38 %), in den Waldgebieten des Großen und des Kleinen Hinggan-Gebirges, sowie am Süd-Ufer des Oberlaufs des Heilong Jiang und seiner südlichen Nebenflüsse. Unter dem Begriff "Oroqen" (sprich: Orotscheen) werden in China verschiedene nordtungusische Gruppen zusammengefasst, die alle ewenkischen Ursprungs sind, aber von der chinesischen Regierung als eine eigenständige Nationalität anerkannt wurden. Sie dürfen nicht mit den Oroken und den Orotschen (Orochen) verwechselt werden, zwei südtungusischen Völkern, die nur in der Russischen Föderation zu finden sind.

## Bevölkerung und Siedlungsgebiete
In Heilongjiang unterscheidet man zwischen Birar-Oroqen (Birarchen) und Huma-Oroqen (Kumarchen). Die Birar-Oroqen leben vor allem in den Verwaltungsgebieten der Städte Heihe und Yichun in den Wäldern des Kleinen Hinggan-Gebirges:
- Gemeinde Xinxing ("Aufblühen") der Oroqen, 389 km², 1.440 Einwohner, davon 175 Oroqen; gehört zum Kreis Xunke von Heihe.
- Gemeinde Xin’e ("Neue Oroqen") der Oroqen, 6.660 km², 1.844 Einwohner, davon 335 Oroqen; gehört zum Kreis Xunke von Heihe.
- Gemeinde Xinsheng ("Neues Leben") der Oroqen, 1.561 km², 1.031 Einwohner, davon 164 Oroqen; gehört zum Stadtbezirk Aihui von Heihe.
- eine kleine Gruppe in der Großgemeinde Ulaga des Kreises Jiayin von Yichun.

Die Huma-Oroqen leben vorwiegend im Regierungsbezirk Großes Hinggan-Gebirge, in den Wäldern der nördlichen Ausläufer des Großen Hinggan-Gebirges:
- Gemeinde Baiyinna der Oroqen, 420 km², 2.018 Einwohner, davon 242 Oroqen; gehört zum Kreis Huma.
- Gemeinde Shibazhan der Oroqen, 2.325 km², 4.697 Einwohner, davon 522 Oroqen; gehört zum Kreis Tahe.
- Eine kleine Gruppe ist zu den Birar-Oroqen der Gemeinde Xinsheng gezogen.

Bei der Volkszählung von 1982 waren von den damals 2.002 Oroqen Heilongjiangs über 50 % Birar- und etwa 42 % Huma-Oroqen. Der Rest konnte nicht eindeutig zugeordnet werden. Bei der kleinen Gruppe von Oroqen in der Gemeinde Lianxing des Kreises Nenjiang von Heihe dürfte es sich um einen Überrest der sogenannten „Mergen-Tungusen“ handeln, die neben den Birar- und den Kumar-Oroqen eine dritte Gruppe bildeten, die aber in Krieg und Bürgerkrieg stark dezimiert wurde. Nach 1949 wurde der überlebende Rest versprengt bei anderen Gruppen angesiedelt.
Im Verwaltungsgebiet der Stadt Hulun Buir der Inneren Mongolei leben die Oroqen hauptsächlich in folgenden Gebieten:
- Oroqenisches Autonomes Banner;
- Oroqenische Nationalitätengemeinde Nomhan, 1.580 km², 4.802 Einwohner, davon 125 Oroqen; gehört zur kreisfreien Stadt Zalantun; Nomhan wurde als Nationalitätengemeinde der Oroqen bereits am 15. September 1949 gegründet, also früher als die VR China (1. Oktober 1949).

Alle Gruppen der Oroqen haben traditionell enge Kontakte (Handel, Heirat) mit den eigentlichen Ewenken Chinas und den Daur (Dahur, Daguren), einem mongolischen Volk, das während der Qing-Dynastie von den Mandschu kulturell erheblich beeinflusst wurde.
Zur Bevölkerungsentwicklung lässt sich allgemein sagen, dass die Oroqen, die zunehmend ihre traditionellen Siedlungsgebiete (Xunke, Huma, Oroqenisches Autonomes Banner, Zalantun) verlassen, sich z. T. in den Städten (Qiqihar, Harbin, Hailar, Manjur), z. T. auch in Wald- und Graslandgebieten niederlassen. In der Inneren Mongolei gehen sie dabei zunehmend auch über die Grenzen der Stadt Hulun Buir hinaus. Bereits 11,5 % (1990) leben in anderen Teilen des Autonomen Gebietes. Die Verstädterung bzw. Streuung einer so kleinen Population, wie sie die Oroqen darstellen, beschleunigt zwangsläufig ihren Assimilationsprozess.

## Verbreitung der Oroqen auf Provinzebene nach den Daten des Zensus 2010 (Stichtag 1. November 2010)
| Gebiet              | Zahl  | Anteil   |
| ------------------- | ----- | -------- |
| Volksrepublik China | 8.689 | 100,00 % |
| Heilongjiang        | 3.943 | 045,38 % |
| Innere Mongolei     | 3.632 | 041,80 % |
| Liaoning            | 0 196 | 02,26 %  |
| Peking              | 0 165 | 01,90 %  |
| Hebei               | 0 142 | 01,63 %  |
| Jilin               | 0 111 | 01,28 %  |
| Shandong            | 0 98  | 01,13 %  |
| Shanghai            | 0 55  | 00,63 %  |
| Guangdong           | 0 52  | 00,60 %  |
| Jiangsu             | 0 43  | 00,49 %  |
| Tianjin             | 0 38  | 00,44 %  |
| VBA                 | 0 30  | 00,35 %  |
| Guizhou             | 0 24  | 00,28 %  |
| Zhejiang            | 0 21  | 00,24 %  |
| Sichuan             | 0 18  | 00,21 %  |
| Henan               | 0 14  | 00,16 %  |
| Fujian              | 0 12  | 00,14 %  |
| Xinjiang            | 0 12  | 00,14 %  |
| Hubei               | 0 11  | 00,13 %  |
| Yunnan              | 0 11  | 00,13 %  |
| Gansu               | 0 10  | 00,10 %  |
| Guangxi             | 0 8   | 00,09 %  |
| Shaanxi             | 0 8   | 00,09 %  |
| Anhui               | 0 7   | 00,08 %  |
| Ningxia             | 0 6   | 00,07 %  |
| Jiangxi             | 0 5   | 00,06 %  |
| Hunan               | 0 5   | 00,06 %  |
| Hainan              | 0 4   | 00,046 % |
| Shanxi              | 0 3   | 00,035 % |
| Chongqing           | 0 3   | 00,035 % |
| Qinghai             | 0 2   | 00,023 % |
| Tibet               | 0     | 00,00 %  |

## Sprache
Die Sprache der Oroqen gehört, wie das Ewenkische, zum nördlichen Zweig der mandschu-tungusischen Sprachen. Es ist mit dem Ewenkischen so eng verwandt, dass es durchaus als ein ewenkischer Dialekt bezeichnet werden könnte. Da die Oroqen in China als eigenständige Nationalität anerkannt sind, wird ihre Sprache aus politischen Erwägungen grundsätzlich nicht als "Dialekt" bezeichnet (ähnlich: Xibenisch und Mandschurisch). Vergleicht man aber z. B. die Sprache der Gankui-Oroqen mit den drei ewenkischen Dialekten Chinas, ist die Gemeinsamkeit mit jedem von ihnen ganz offensichtlich und die Unterschiede sind eher geringer, als zwischen den ewenkischen Dialekten selbst. Interne Dialekt-Unterschiede werden von chinesischen Linguisten gegensätzlich bewertet. Die vorliegenden Sprachlehren nehmen entweder den Gankui- oder den Xunke-Dialekt zur Grundlage.

## Ökonomie
Die traditionelle Wirtschaftsweise der Oroqen ist die Jagd, vorwiegend zu Pferde. Sie nahm bis in die 1990er-Jahre, trotz des zurückgehenden Wildbestandes, einen wichtigen Stellenwert ein. Aufgrund der Zobel-Tribute, die die Oroqen während der Qing-Dynastie zu leisten hatten, und auch durch die Kontakte zu chinesischen Händlern, diente die Jagd schon seit mehreren Jahrhunderten nicht mehr nur der Ernährung (Hirsch, Elch, Reh, Wildschwein, Haselhuhn etc.) und Versorgung der eigenen Bevölkerung mit Rohstoffen für Kleidung, Zeltbau, Gegenstände des alltäglichen Gebrauchs (Fell, Leder und Sehnen von Hirsch, Elch, Reh, Wildschwein, Bär, Wolf, Dachs, Fuchs), sondern auch dem Tauschhandel (Eichhörnchen, Vielfraß, Luchs, Fischotter, Zobel als Pelztiere, Hirsch-Panten, -Embryos und -Penis, Bärengalle, Moschussekret usw. als Pharmaka der traditionellen chinesischen Medizin). Fischfang und das Sammeln von Wildgemüsen aller Art ergänzten den traditionellen Speisezettel. Schon 1882 wurde eine erste kleine Gruppe von Oroqen sesshaft und begann mit der landwirtschaftlichen Produktion. Dieser Versuch, einen Ausweg aus der damals bereits spürbaren Verminderung des Wildreichtums zu finden, scheiterte aber an Auseinandersetzungen mit han-chinesischen Händlern und Banditen. Die Oroqen zogen sich nach wenigen Jahren in die Wälder zurück. Der zweite Versuch des Übergangs zur Landwirtschaft wurde bei den Huma- und Birar-Oroqen im Jahre 1915 durch eine entsprechende Regierungspolitik, die die Sesshaftwerdung fördern sollte, unternommen. Bis 1936, als die Oroqen-Bauern ihre kleinen Höfe aufgaben und wieder zur Jagd übergingen, hatte es diese Politik nicht geschafft, die Oroqen an die landwirtschaftliche Produktion zu gewöhnen. In den 1950er-Jahren wurden dann alle Oroqen-Gruppen sesshaft gemacht. Heute bauen sie Hirse, Hafer, Gerste, Kartoffeln und verschiedene Gemüsesorten an. Neben der traditionellen Pferdezucht halten sie zunehmend auch Rinder. Die Jagd ist nur noch als Nebenerwerb relevant. Die Beschäftigung mit der Ökonomie der Oroqen nimmt unter den chinesischen Wissenschaftlern einen besonders breiten Raum ein. Der Grund dafür liegt möglicherweise in der bisher ungelösten Problematik, für die jägerische Produktion, die seit den 1950er-Jahren immer mehr an Bedeutung verliert und tendenziell ihrem Ende entgegengeht, einen Ersatz zu finden, der von den Oroqen akzeptiert wird. Bei den Rentier-Ewenken bestand der Ausweg, auf der Grundlage der umherschweifenden Jagd, die mit der Haltung von Rentieren als Hausvieh einherging, die Zucht größerer Rentier-Herden zu fördern und so aus Jägern Viehzüchter zu machen. Die Oroqen hingegen verfügen seit mehreren Jahrhunderten nicht mehr über Rentiere.

## Materielle Kultur
Die materielle Kultur der Oroqen ist, was die Kleidung betrifft, vor allem durch die Verwendung von Rehfellen und Rehleder gekennzeichnet. Charakteristisch ist die Rehfell-Mütze, an der die Jäger häufig das Spießgeweih des Rehbockes belassen. Die traditionelle Behausung der Oroqen war in der Zeit, als sie noch ausschließlich von der Jagd lebten, das Qôrônzhuu, ein einfaches Stangenzelt, das im Sommer mit Birkenrinde und im Winter zusätzlich mit Fellen belegt wurde. Qôrônzhuu ist die Bezeichnung des Stangenzeltes im birar-oroqenischen Dialekt. In der chinesischen Literatur ist Xerengzhuu (Gankui-Dialekt) häufiger anzutreffen. Die Birkenrinde war in der traditionellen Kultur neben den Fellen ein wichtiges Rohmaterial. Sie diente zur Anfertigung von Gefäßen aller Art, ebenso zur Herstellung von Kinderwiegen und Booten. Hinsichtlich der Rentier-Ewenken, Oroqen und Hezhen, denen diese Verwendung der Birkenrinde gemeinsam ist, spricht man in China auch von einer Birkenrindenkultur.